# راؤول ريختر
راؤول ريختر (بالألمانية: Raúl Richter)‏ (و. 1987  م) هو ممثل، ومؤدي أصوات، ومقدم تلفزيوني، وممثل أفلام، وممثل مسرحي، وممثل تلفزي ألماني، ولد في برلين.

## وصلات خارجية
- راؤول ريختر على موقع IMDb (الإنجليزية)
- راؤول ريختر على موقع ألو سيني (الفرنسية)
- راؤول ريختر على موقع ديسكوغز (الإنجليزية)
- راؤول ريختر على موقع كينوبويسك (الروسية)

- راؤول ريختر في قاعدة بيانات الأفلام على الإنترنت